# エレイン・キム
エレイン・キム（Elaine Kim, 1962年 - ）は、アメリカ合衆国の女性ファッションデザイナー。大韓民国ソウル生まれ、サンフランシスコ、ロサンゼルス育ち。
1986年、ロサンゼルスのメルローズ・アベニューとマリナ・デル・レイにブティックをオープン。1992年、ビバリーヒルズにオープンしたショップで「プロダクト（Product）」ラインの販売を開始。マドンナやケイト・モスが着用したことから注目を集め、1996年、ニューヨークに本店を構える。2008年3月には自分の名を冠したブランドを発表し、『ウーマンズ・ウェア・デイリー』（Women's Wear Daily, WWD)の表紙を飾った。